# Leptonetela quinquespinata
Espèce
Synonymes
- Qianleptoneta quinquespinata Chen & Zhu, 2008

Leptonetela quinquespinata est une espèce d'araignées aranéomorphes de la famille des Leptonetidae.

## Distribution
Cette espèce est endémique du Guizhou en Chine,.

## Description
C'est une espèce troglobie.

## Publication originale
- Chen & Zhu, 2008 : One new genus and species of troglobite spiders (Araneae, Leptonetidae) from Guizhou, China. Journal of Dali University, vol. 7, no 12, p. 11-14.